# 拉果错
拉果错（藏語：ལག་སྐོར་མཚོ，威利转写：lag skor mtsho，THL：Lakkor Tso，也作“拉戈尔湖”，藏语意为“手磨湖”）位于中国西藏自治区阿里地区改则县境内，位于改则县南部，北距改则县县城30公里。湖面海拔4470米，面积91.2平方公里。湖区气候寒冷干燥，年均气温0℃左右，年均降水量150～200毫米。湖水主要靠冰雪融水径流和泉水补给。